# МКСЛ (система единиц измерения)
МКСЛ (МКСЛМ) — система единиц измерения, в которой основными единицами являются единица длины метр, единица массы килограмм, единица времени секунда и единица светового потока люмен. Применялась в оптике и фотометрии.
В СССР система была введена в 1948 году путём издания «Положения о световых единицах». Впоследствии была отменена в результате принятия ГОСТа 7932—56 «Световые единицы» и заменена системой единиц МСК (МСС), в которой в качестве основной световой величины использовалась сила света, а в качестве единицы её измерения  была выбрана свеча, позже получившая наименование кандела. 
В соответствии с «Положением о световых единицах» в системе МКСЛ свеча (международная) определялась как «сила света точечного источника в направлениях, где он испускает световой поток 1 лм, одинаково распределённый в телесном угле 1 стер».